# Damian Lewtak
Damian Lewtak (ur. 5 kwietnia 1995 w Dębicy) – polski szachista, mistrz międzynarodowy od 2020 roku.

## Kariera szachowa
Udział w zawodach szachowych zaczął od startu w indywidualnych mistrzostwach Polski juniorów w 2010 w Karpaczu, gdzie zajął 8. miejsce. Był dwukrotnym medalistą mistrzostw Polski juniorów w szachach błyskawicznych. Reprezentował Polskę na mistrzostwach świata juniorów (2 razy) oraz mistrzostwach Europy juniorów (2 razy), najlepszy wynik uzyskując w 2013 w Budvie (2. m. na MEJ do 18 lat). Ośmiokrotnie zwyciężał w turniejach: 2011 w Rudniku nad Sanem, 2012 w Karpaczu, 2012 w Rybniku (Rybnik Chess Classic), 2013 w Rudniku nad Sanem, 2014 w Rudniku nad Sanem, 2020 w Płocku (Mistrzostwa Mazowsza), 2021 w Łazach (Perła Bałtyku, open A) i 2022 w Zagnańsku (Świętokrzyski Festiwal Szachowy Open A).
Najwyższy ranking w dotychczasowej karierze osiągnął 1 września 2018, z wynikiem 2430 punktów.

## Osiągnięcia
Indywidualne mistrzostwa świata juniorów:
- Chotowa 2010 – CIII m[6].
- Al-Ajn 2013 – LXV m[6].

Indywidualne mistrzostwa Europy juniorów:
- Budva 2013 – XXV m[7].

Indywidualne mistrzostwa Polski juniorów:
- Ustroń 2007 – VI m[11].
- Karpacz 2010 – VIII m[5].
- Szczyrk 2013 – IV m[12].

Wybrane sukcesy w innych turniejach:
- 2011 – I m. Rudniku nad Sanem
- 2012 – dz. I m. w Karpaczu, dz. III m. w Krynicy-Zdroju (Krynica Open)[8]
- 2012 – dz. I m. w Rybniku (Rybnik Chess Classic)
- 2013 – I m. Rudniku nad Sanem
- 2014 – II m. w Rybniku (Rybnik Chess Classic), dz. I m. Rudniku nad Sanem[9]
- 2014 – dz. V m. w Rewalu (Konik Morski Rewala)
- 2015 – dz. II m. w Katowicach (III Turniej Szachowy Przyjaźni Polsko-Węgierskiej, szachy szybkie)[1]
- 2018 – dz. II m. w Polanicy-Zdroju (Memoriał Akiby Rubinsteina, open A)[13]
- 2020 – I m. w Płocku (Mistrzostwa Mazowsza)
- 2020 – dz. III m. w Gorzowie Wielkopolskim (IV MTS im E.Laskera)
- 2021 – dz. I m. w Łazach (Perła Bałtyku, open A)
- 2022 – I m. w Zagnańsku (Świętokrzyski Festiwal Szachowy Open A)